# Doctor de l'Església
En l'Església Catòlica, un Doctor de l'Església és un sant que ha estat proclamat per un papa o un concili ecumènic com a mestre eminent de la fe. Aquest honor és concedit molt rarament, sols pòstumament, i només després de la canonització.
Originalment, els quatre Doctors de l'Església eren Ambròs de Milà, Sant Agustí, Sant Jerònim i el Papa Gregori I. Havien estat designats el 1298 i eren coneguts com els Grans Doctors de l'Església d'Occident. El 1568 el papa Pius V va reconèixer els Grans Doctors de l'Església d'Orient: Joan Crisòstom, Basili el Gran, Gregori de Nazianz i Sant Atanasi d'Alexandria. Tot i que el beat mallorquí Ramon Llull era conegut com a Doctor Illuminatus, oficialment no es considera un Doctor de l'Església.
Les obres dels doctors són molt diverses en forma i temàtica: Ambròs i Gregori I han deixat epístoles i breus tractats; Caterina de Siena i Joan de la Creu escrigueren teologia mística; i Agustí i Bellarmino va defensar l'Església contra l'heretgia. També hi trobem llibres d'història com el de Beda, o els tractats de teologia del filòsofs escolàstics com Anselm de Canterbury d'Albert Magne o Sant Tomàs d'Aquino.
Fins al 1970, cap dona havia estat nomenada doctora de l'església, però des d'aleshores, de les sis addicions a la llista, quatre han estat dones. Dels 34 doctors de l'església de la llista actual, 18 van morir abans del cisma d'Orient el 1054 i, per tant, també són venerats per l'Església Ortodoxa. Dinou eren bisbes, vint-i-set sacerdots, un diaca, tres monges, 24 europeus, tres africans, i set asiàtics.

## Llista dels doctors de l'església
| Nom                                               | Naixement              | Mort                    | Elecció              | Nacionalitat | Càrrec                                                   |
| ------------------------------------------------- | ---------------------- | ----------------------- | -------------------- | ------------ | -------------------------------------------------------- |
| Gregori el Gran ‡                                 | vers 540               | 12 de març de 604       | 1298                 | Romà         | Papa                                                     |
| Ambròs de Milà ‡                                  | vers 340               | 4 d'abril de 397        | 1298                 | Romà         | Bisbe de Milà                                            |
| Agustí d'Hipona, Doctor Gratiae ‡                 | 13 de novembre de 354  | 28 d'agost de 430       | 1298                 | Numidi       | Bisbe d'Hipona                                           |
| Jeroni d'Estridó ‡                                | vers 347               | 30 de setembre de 420   | 1298                 | Dàlmata      | Sacerdot, monjo                                          |
| Joan Crisòstom ‡                                  | 347                    | 407                     | 1568                 | Siri         | Patriarca de Constantinoble                              |
| Basili el Gran ‡                                  | 330                    | 1 de gener de 379       | 1568                 | Capadoci     | Bisbe de Cesarea                                         |
| Gregori de Nazianze ‡                             | 329                    | 25 de gener de 389      | 1568                 | Capadoci     | Patriarca de Constantinoble                              |
| Atanasi d'Alexandria ‡                            | 298                    | 2 de maig de 373        | 1568                 | Egipci       | Patriarca d'Alexandria                                   |
| Tomàs d'Aquino, Doctor Angelicus, Doctor Communis | 1225                   | 7 de març de 1274       | 1568                 | Napolità     | Sacerdot, teòleg, dominicà                               |
| Bonaventura de Bagnoregio, Doctor Seraphicus      | 1221                   | 15 de juliol de 1274    | 1588                 | Llatí        | Bisbe d'Albà, teòleg, franciscà                          |
| Anselm de Canterbury, Doctor Magnificus           | 1033 o 1034            | 21 d'abril de 1109      | 1720                 | Valldostà    | Arquebisbe de Canterbury de benedictí                    |
| Isidor de Sevilla ‡                               | 560                    | 4 d'abril de 636        | 1722                 | Andalús      | Bisbe de Sevilla                                         |
| Pere Crisòleg ‡                                   | 406                    | 450                     | 1729                 | Italià       | Arquebisbe de Ravenna                                    |
| Lleó el Gran ‡                                    | 400                    | 10 de novembre de 461   | 1754                 | Romà         | Papa                                                     |
| Pere Damià                                        | 1007                   | 21/22 de febrer de 1072 | 1828                 | Ravenna      | Bisbe d'Òstia, monjo, benedictí                          |
| Bernat de Claravall, Doctor Mellifluus            | 1090                   | 21 d'agost de 1153      | 1830                 | Borgonyó     | Sacerdot, cistercenc                                     |
| Hilari de Poitiers ‡                              | 300                    | 367                     | 1851                 | Gal          | Bisbe de Poitiers                                        |
| Alfons Maria de Liguori, Doctor Zelantissimus     | 27 de setembre de 1696 | 1 d'agost de 1787       | 1871                 | Napolità     | Bisbe de Sant'Agata de' Goti de redemptorista (fundador) |
| Francesc de Sales                                 | 21 d'agost de 1567     | 28 de desembre de 1622  | 1877                 | Savoià       | Bisbe de Ginebra                                         |
| Ciril I d'Alexandria, Doctor Incarnationis ‡      | 376                    | 21 de juny de 444       | 1883                 | Egipci       | Patriarca d'Alexandria                                   |
| Ciril de Jerusalem ‡                              | 315                    | 386                     | 1883                 | Jerosolimità | Patriarca de Jerusalem                                   |
| Joan Damascè ‡                                    | 676                    | 5 de desembre de 749    | 1883                 | Siri         | Sacerdot, monjo                                          |
| Beda el Venerable ‡                               | 672                    | 27 de maig de 735       | 1899                 | Anglès       | Sacerdot, monjo                                          |
| Efraïm de Síria ‡                                 | 306                    | 373                     | 1920                 | Sirià        | Diaca                                                    |
| Pere Canisi                                       | 8 de maig de 1521      | 21 de desembre de 1597  | 1925                 | Holandès     | Sacerdot, jesuïta                                        |
| Joan de la Creu, Doctor Mysticus                  | 24 de juny de 1542     | 14 de desembre de 1591  | 1926                 | Castellà     | Sacerdot, místic carmelità (fundador)                    |
| Robert Bellarmino                                 | 4 d'octubre de 1542    | 17 de setembre de 1621  | 1931                 | Toscà        | Arquebisbe de Càpua, teòleg, jesuïta                     |
| Albert el Gran, Doctor Universalis                | 1193                   | 15 de novembre de 1280  | 1931                 | Alemany      | Bisbe, teòleg, dominicà                                  |
| Antoni de Pàdua, Doctor Evangelicus               | 15 d'agost de 1195     | 13 de juny de 1231      | 1946                 | Portuguès    | Sacerdot, franciscà                                      |
| Llorenç de Brindisi, Doctor Apostolicus           | 22 de juliol de 1559   | 22 de juliol de 1619    | 1959                 | Napolità     | Sacerdot, diplomàtic, caputxí                            |
| Teresa de Jesús                                   | 28 de març de 1515     | 4 d'octubre de 1582     | 1970                 | Castellana   | Monja, mística de carmelita (fundadora)                  |
| Caterina de Siena                                 | 25 de març de 1347     | 29 d'abril de 1380      | 1970                 | Toscana      | Mística de dominicana                                    |
| Teresa de Lisieux, Doctor Amoris                  | 2 de gener de 1873     | 30 de setembre de 1897  | 1997                 | Francesa     | Monja, carmelita                                         |
| Joan d'Àvila                                      | 6 de gener de 1500     | 10 de maig de 1569      | 7 d'octubre de 2012  | Andalús      | Prevere                                                  |
| Hildegarda de Bingen                              | 1098                   | 17 de setembre de 1179  | 7 d'octubre de 2012  | Alemanya     | Monja                                                    |
| Gregori de Narek ‡                                | ca. 950                | ca. 1005                | 21 de febrer de 2015 | Armeni       | Prevere                                                  |
| Ireneu de Lió ‡, Doctor Unitatis                  | 130                    | 202                     | 21 de gener de 2022  | Àsia Menor   | Bisbe                                                    |

‡ També venerats a l'Església Ortodoxa.